# Пётр Ауреоли
Пётр Ауреоли (лат. Petrus Aureoli, Aurcolus), или Пьер Ориоль (фр. Pierre Auriol, Oriole; ок. 1280, Керси-Гурдон, Гиень — 1322, Экс-ан-Прованс или Авиньон) — французский философ и теолог; имел прозвище «красноречивый доктор» (лат. doctor facundus).

## Биография
К 1300 году вступил в орден францисканцев. В 1304 году учился во францисканской школе в Париже, предположительно у Иоанна Дунс Скота. Преподавал в Болонье (1312) и Тулузе (1314—1315), предположительно во францисканских монастырях.
В 1316—1318 годах читал курс по «Сентенциям» Петра Ломбардского в Париже. В 1318 году стал францисканским магистром (regent master) и до 1320 года читал лекции по Библии в Париже.
Около 1320 года занимал должность францисканского провинциала в Аквитании. В 1321 году папа римский Иоанн XXII, которому Ауреоли посвятил работу Commentariorum in primum librum sententiarum, назначил его архиепископом Экс-ан-Прованса.

## Философские идеи
Ауреоли критиковал эпистемологические теории Иоанна Дунс Скота и Фомы Аквинского, придерживаясь номиналистических идей, которые позднее будут полноценно разработаны Уильямом Оккамом. Ауреоли считал, что понятия — это не средство познания, а его объект, при этом универсалии существуют исключительно в сознании человека, хотя и соответствуют реальности.

## Труды
- «Трактат о бедности» / Tractatus de paupertate (1311)
- «Трактат о принципах природы» / Tractatus de principiis naturae
- «Трактат о зачатии святой девы Марии» / Tractatus de conceptione beatae Mariae Virginis (1314/1315)
- Compendium bibliorum, seu Compendium sensus litteralis totius Sacrae Scripturae, reed. Quarrachi
- Scriptum super primum Sententiarium
- De principiis

### Переводы на русский язык
- Петр Ауреол, ОМБ. О единстве понятия сущего. Часть I. Репортация о первой книге Сентенций Петра Ломбардского (около 1316 г.). Дистинкция 2, часть 1, вопросы 1-3. Перевод с латыни с научными комментариями Иванова В.Л. // ΕΙΝΑΙ: Проблемы философии и теологии. Том 2, № 1/2 СПб, 2013. С. 232–295.